# Alexander Sergejewitsch Sokolow (Volleyballspieler)
Alexander Sergejewitsch Sokolow (russisch Александр Сергеевич Соколов, englische Transkription: Alexander Sergeevich Sokolov; * 1. März 1982 in Kolomna) ist ein russischer Volleyballspieler.

## Karriere
Sokolow begann seine Karriere 1998 bei Spartak Moskau. Im folgenden Jahr wurde er mit dem russischen Nachwuchs Junioren-Weltmeister. 2000 folgte der Titel bei der Europameisterschaft. Anschließend wechselte der Libero zu Neftjanik Jaroslawl. 2001 erreichten die russischen Junioren das Finale der Weltmeisterschaft. Am 27. Juli 2002 gab Sokolow beim Weltliga-Spiel gegen Deutschland in Düsseldorf sein Debüt in der A-Nationalmannschaft. 2009 ging er zu Fakel Nowy Urengoi. 2011 kehrte der Libero nach acht Jahren Pause zurück in die Nationalmannschaft, mit der er sowohl die Weltliga als auch den World Cup gewann. 2012 wurde er in London Olympiasieger.